# Serge Akakpo
Serge Ognadon Akakpo (ur. 15 października 1987 w Lomé) – togijski piłkarz występujący na pozycji obrońcy, reprezentant Togo.

## Kariera piłkarska

### Kariera klubowa
Serge Akakpo jest wychowankiem francuskiej drużyny Auxerre. W latach 2004–2008 występował w drugiej drużynie Auxerre. W styczniu 2009 podpisał kontrakt z rumuńskim zespołem FC Vaslui. W 2011 roku został piłkarzem NK MIK CM Celje. W 2012 roku przeszedł do MŠK Žilina. 31 grudnia 2013 podpisał 2,5 roczny kontrakt z Howerłą Użhorod. Po zakończeniu sezonu 2014/15 opuścił zakarpacki klub. Latem 2015 przeszedł do tureckiego 1461 Trabzon. Na początku 2016 roku został wypożyczony do Trabzonsporu, a w połowie tego samego roku podpisał kontrakt z tym klubem. 31 stycznia 2017 przeniósł się do Gaziantepsporu, w którym grał do końca roku. 2 listopada 2018 został piłkarzem Arsenału Kijów. 31 stycznia 2019 podpisał kontrakt z Elazığsporem.

### Kariera reprezentacyjna
Akakpo w przeszłości był młodzieżowym reprezentantem Francji. W drużynie do lat 19 rozegrał 5 spotkań. Grał również w drugiej drużynie Beninu. Ostatecznie zdecydował się grać dla Togo, gdzie zadebiutował w 2008 roku.

## Sukcesy i odznaczenia

### Sukcesy klubowe
- zdobywca Pucharu Słowenii: 2012
- finalista Pucharu Słowenii: 2013
- finalista Pucharu Rumunii: 2010
- zdobywca Superpucharu Słowacji: 2011
- finalista Superpucharu Francji: 2005